# Coglès
Coglès (en bretó Gougleiz, nord) és un municipi francès, situat a la regió de Bretanya, al departament d'Ille i Vilaine. L'any 2006 tenia 632 habitants. Limita amb Montanel, Argouges, Carnet al departament de la Manche i Le Ferré, Montours, La Selle-en-Coglès, Saint-Brice-en-Coglès, Tremblay, Saint-Ouen-la-Rouërie a Ille i Vilaine.

## Demografia
| 1962                                       | 1968 | 1975 | 1982 | 1990 | 1999 |
| ------------------------------------------ | ---- | ---- | ---- | ---- | ---- |
| 856                                        | 795  | 730  | 652  | 609  | 566  |
| Des de 1962: població sense dobles comptes |      |      |      |      |      |

## Administració
| Període | Identitat          | Partit |
| ------- | ------------------ | ------ |
| 2001-   | Catherine Villerbu |        |